# Balzers
Balzers ist eine Gemeinde und ein Dorf im Oberland des Fürstentums Liechtenstein. Balzers verfügt über zwei Exklaven und ist somit dreigeteilt. Sie befindet sich in der südwestlichsten Ecke in Liechtenstein. Mit rund 4500 Bewohnern ist sie die viertgrösste Gemeinde des Fürstentums.
Die Einwohnerbezeichnung lautet Balzner. Grund ist der rätoromanische Ursprung des Ortsnamens. Weil dieser mit der lateinischen Nominativendung -s  endet, wird der Genitiv ohne -s gebildet.

## Geographie

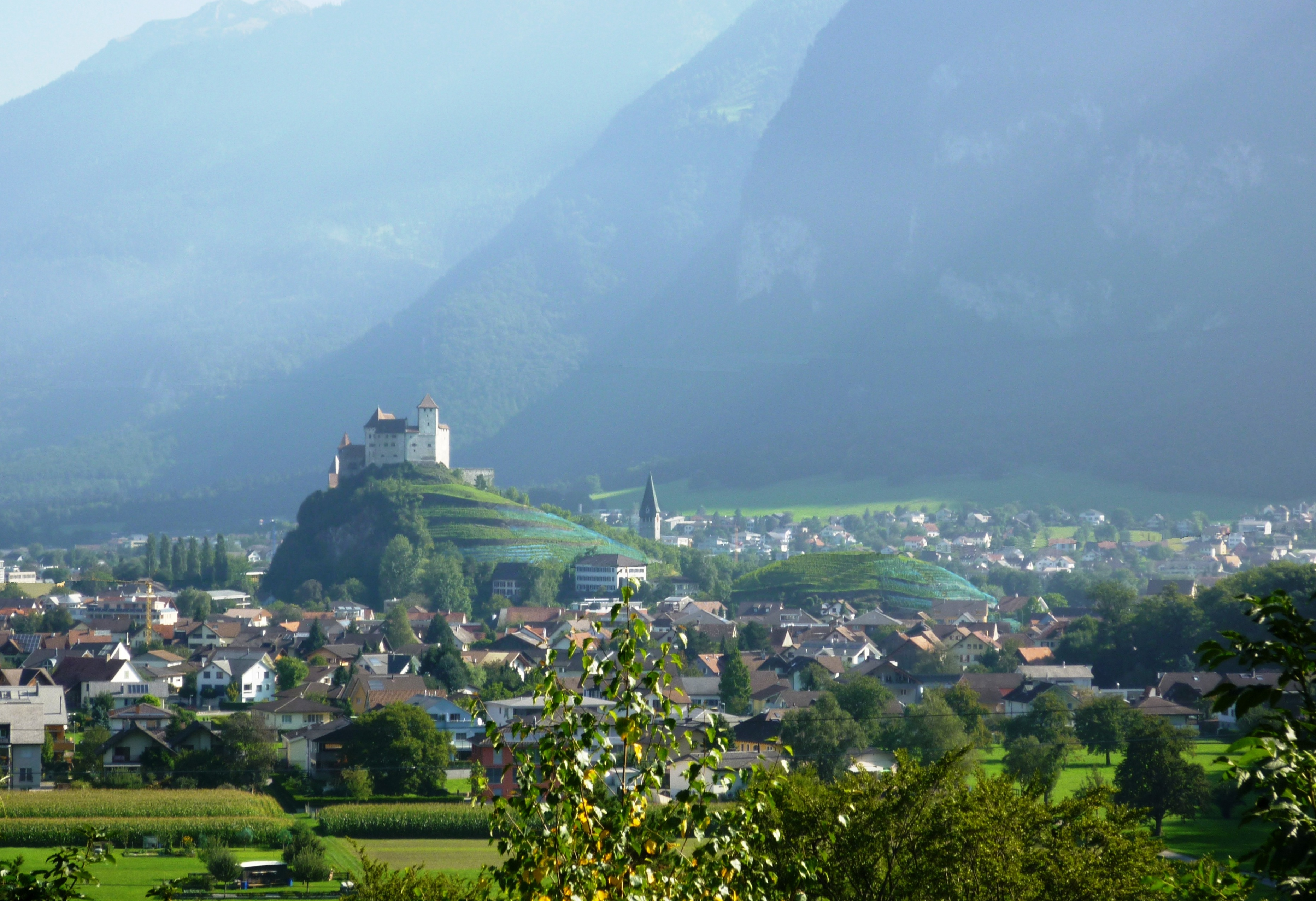
Blick auf Balzers

Balzers grenzt im Westen und Nordwesten an den Schweizer Kanton St. Gallen, im Süden an den Kanton Graubünden und im Osten und Nordosten an die Liechtensteiner Gemeinde Triesen.
Der Rhein bildet die natürliche Grenze zu den St. Galler Gemeinden Wartau und Sargans. Das Rätikon grenzt die Gemeinde in Richtung Osten ab. Im Süden erhebt sich das Ellhorn, das 1948 der Schweiz abgetreten wurde. Am Fusse des Falknis verläuft die Passstrasse St. Luzisteig, die Balzers mit Maienfeld verbindet.
| Guschgfiel |

| Matta |

| Güschgle |

| Gapfahl |

| Zigerberg |

| Mäls |

| Balzers |

### Gemeindeteile
Die Gemeinde Balzers umfasst die Dorfteile Balzers und das südlicher gelegene Mäls. Zusätzlich verfügt die Gemeinde über zwei Exklaven. Die 7,608 km² grosse Exklave zwischen dem Valorschbach, einem Seitenbach der Samina, und dem Galinakopf besteht aus den Alpen Guschgfiel, Matta, Güschgle und Zigerberg. Die Exklave Gapfahl hat eine Grösse von 1,801 km². Zusätzlich liegen rund 370 Hektaren Wiesen und Wälder auf dem Gebiet des Schweizer Kantons Graubünden. Gemeindegrenze und Landesgrenze sind nicht deckungsgleich. Ein Teil des Gebiets wird an die Schweizer Armee verpachtet.

### Alpen
Die Alp Gapfahl liegt im südlichen Saminatal, westlich ob der Alp Valüna. Gapfahl war bereits 1440 im Besitz des Kirchspiels Balzers. Spätestens ab 1781 wurde Gapfahl nur noch mit Vieh aus dem Ortsteil Mäls bestossen, seit 1967 wird ausschliesslich Galtvieh gesömmert.
Die ursprünglich zu Guschg gehörenden Teile Guschgfiel und Güschgle wurden 1371 von Frastanzern an Triesenberger Walser verkauft. Schon vor 1617 erwarb Mäls das Güschgle. Nach verworrenen Besitzverhältnissen kauften 1704 Mäls und spätestens 1717 Balzers die Weiderechte auf Guschgfiel. Seit 1781 ist die alleinige Nutzung vom Ortsteil Balzers nachgewiesen. In den 1930er-Jahren und im Zweiten Weltkrieg war Guschgfiel ein Umschlagplatz für Schmuggelware. Das Güschgle wird traditionell als Galtalp genutzt.
Matta war ursprünglich Teil der Alp Guschgfiel und wurde spätestens ab 1781 von Balzers als Galtalp genutzt. Seit etwa 1960 wird Matta gemeinsam mit Guschgfiel bewirtschaftet.
Auch Zigerberg (oder Zegerberg) wurde noch 1812 zu Guschgfiel gezählt. Der steile, felsige und trockene Zigerberg eignet sich nur schlecht für die Beweidung durch Rinder, wurde jedoch als Schafalp genutzt und spielte für die Holzwirtschaft eine Rolle. Seit 2000 ist der Zigerberg Teil des Waldreservats Garselli/Zigerberg.
Das Hochjagdrevier Guschgfiel mit Guschgfiel, dem Güschgle, Matta und dem Zigerberg ist an Private verpachtet, die auch die Hütte im Riet nutzen.
| Alp        | Herkunft des Namens                                                                             | Eigentümerin              | Fläche insgesamt | Weidefläche | Alpgebäude                                     | Quelle |
| ---------- | ----------------------------------------------------------------------------------------------- | ------------------------- | ---------------- | ----------- | ---------------------------------------------- | ------ |
| Gapfahl    | alträt.rom. camp (a)ual (Weide beim Bach) (?)                                                   | Alpgenossenschaft Mäls    | 176,5 ha         | 75 ha       | Undersäss: 1701 m ü. M. Obersäss: 1879 m ü. M. | [ 6 ]  |
| Güschgle   | Verkleinerungsform von Guschg, von rät.rom. cusch(a) (Baumstrunk) (?), abgeleiteter Rodungsname | Alpgenossenschaft Mäls    | 95,1 ha          | 32 ha       | 1481 m ü. M.                                   | [ 7 ]  |
| Guschgfiel | altes Guschg                                                                                    | Alpgenossenschaft Balzers | 212,4 ha         |             | Guschgfiel: 1764 m ü. M. Riet: 1625 m ü. M.    | [ 8 ]  |
| Matta      | vermutlich von mittelhochdt. Matte (Wiese)                                                      | Alpgenossenschaft Balzers | 173,2 ha         | 114 ha      | 1670 m ü. M.                                   | [ 9 ]  |
| Zigerberg  | vermutlich von Ziger                                                                            | Bürgergemeinde Balzers    | 278,7 ha         | –           | 1424 m ü. M., in den 1970er-Jahren abgebrannt  | [ 10 ] |

## Geschichte
Die Geschichte ist in ihren Grundzügen mit der des Landes Liechtenstein identisch. Im Detail widmet sich die Schriftenreihe «Balzner Neujahrsblätter» der Geschichte und Kultur des Ortes.
Aufgrund der ausgegrabenen Kulturgegenstände ist der Beweis einer Besiedlungskontinuität von der Jungsteinzeit an (etwa 3000 v. Chr.) bis zum heutigen Tag erbracht worden, wobei die Ortschaft im Jahr 842 erstmals urkundlich erwähnt wird.
Das Dorf zerfiel in die Teile Balzers und Mäls, wovon das rätische Mäls der ältere Teil ist. Während «Meilis», wie Mäls im Rätischen Urbar heisst, etymologisch bis heute nicht gedeutet werden konnte, kann der Name Balzers (Palazoles) in Zusammenhang mit dem lateinischen «palatium» (= Herrenhof, Pfalz) gebracht werden.

### Vorgeschichte
Archäologische Grabungen haben gezeigt, dass der Burghügel der Burg Gutenberg seit der Jungsteinzeit besiedelt ist. Seit im Jahr 1934 Funde am Südfuss des Burghügels Gutenberg entdeckt wurden, gilt Balzers als die südlichste Fundstelle der Rössener Kultur. Die Frühe und die Späte Bronzezeit sind durch am Burghügel Gutenberg gefundene Gefässreste fassbar. Von grosser kunstgeschichtlicher Bedeutung sind sieben menschliche Bronzestatuen und zwei Tierfiguren (Eber und Hirsch), die am Burghügel gefunden wurden. Dabei ist die Figur «Mars von Gutenberg» mit einer Grösse von zwölf Zentimetern besonders bedeutsam. Bei diesen Figuren handelt es sich wohl um Fruchtbarkeits- oder Ritualgegenstände.
Im Jahr 15 v. Chr. eroberten die Römer unter Augustus das Gebiet des heutigen Liechtensteins und errichteten die römische Provinz Raetia. Im 1. Jahrhundert wurde die Heeresstrasse Mailand–Bregenz angelegt, die über die Luzisteig nach Balzers und weiter nach Bregenz führte. Aus diesem Grund wurden auch in Balzers verschiedene römische Bauwerke errichtet. Ob es sich bei der ausschliesslich auf der Tabula Peutingeriana erwähnten Siedlung oder Strassenstation Magia um Balzers handelt, muss offen bleiben.

### Mittelalter und Neuzeit
Im Mittelalter sind weitere Bautätigkeiten im Dorf nachweisbar. Zeitgleich gewann die Burg Gutenberg an Bedeutung, wo bereits im 9. und 10. Jahrhundert ein Friedhof mit rund 300 Gräbern angelegt wurde. Im Zürichkrieg brannten grosse Teile des Dorfes ab, sodass es neu errichtet wurde. Im Schwabenkrieg wurde die Ortschaft geplündert und die Burg Gutenberg belagert und beschossen.
Im Jahr 1795 kam es im nördlichen Dorfteil zu einem Brand, bei dem neben 34 Häusern die Pfarrkirche zerstört wurde. Im März 1799 überquerten französische Truppen im Koalitionskrieg den Rhein bei Balzers, und im Oktober 1799 nächtigten unter dem russischen General Alexander Wassiljewitsch Suworow rund 15'000 Mann in Balzers. In dieser Zeit kam es deshalb zu einer Verarmung der Bevölkerung.
Ab dem Zweiten Weltkrieg entwickelte sich Balzers zunehmend zu einem wichtigen Wirtschaftsstandort.
Balzers war – mit Triesen und Triesenberg – eine der letzten drei Gemeinden Liechtensteins, die am 20. April 1986 das Frauenstimmrecht auf Gemeindeebene zuliessen.

### Bevölkerung
2015 leben 4608 Personen in Balzers. Der Ausländeranteil beträgt 26,9 Prozent. Die Bevölkerung ist zu 80 Prozent römisch-katholisch.
| Jahr      | 1584 | 1850 | 1930 | 1950 | 1975 | 1995 | 2000 | 2015 |
| Einwohner | 313  | 1083 | 1347 | 1756 | 3104 | 3954 | 4233 | 4608 |

## Wappen
Das Gemeindewappen von Balzers war ursprünglich das «Balzner Förkle», eine dreigezackte Heugabel. Am 16. August 1956 wurde von Fürst Franz Josef II. der Gemeinde ein neues Wappen verliehen. Es lehnt sich an das der Freiherrn von Frauenberg an, welche um 1300 Burgherren von Gutenberg waren. Das Wappen zeigt im blauen Schild einen goldenen Greif mit roter Zunge.

## Sehenswürdigkeiten

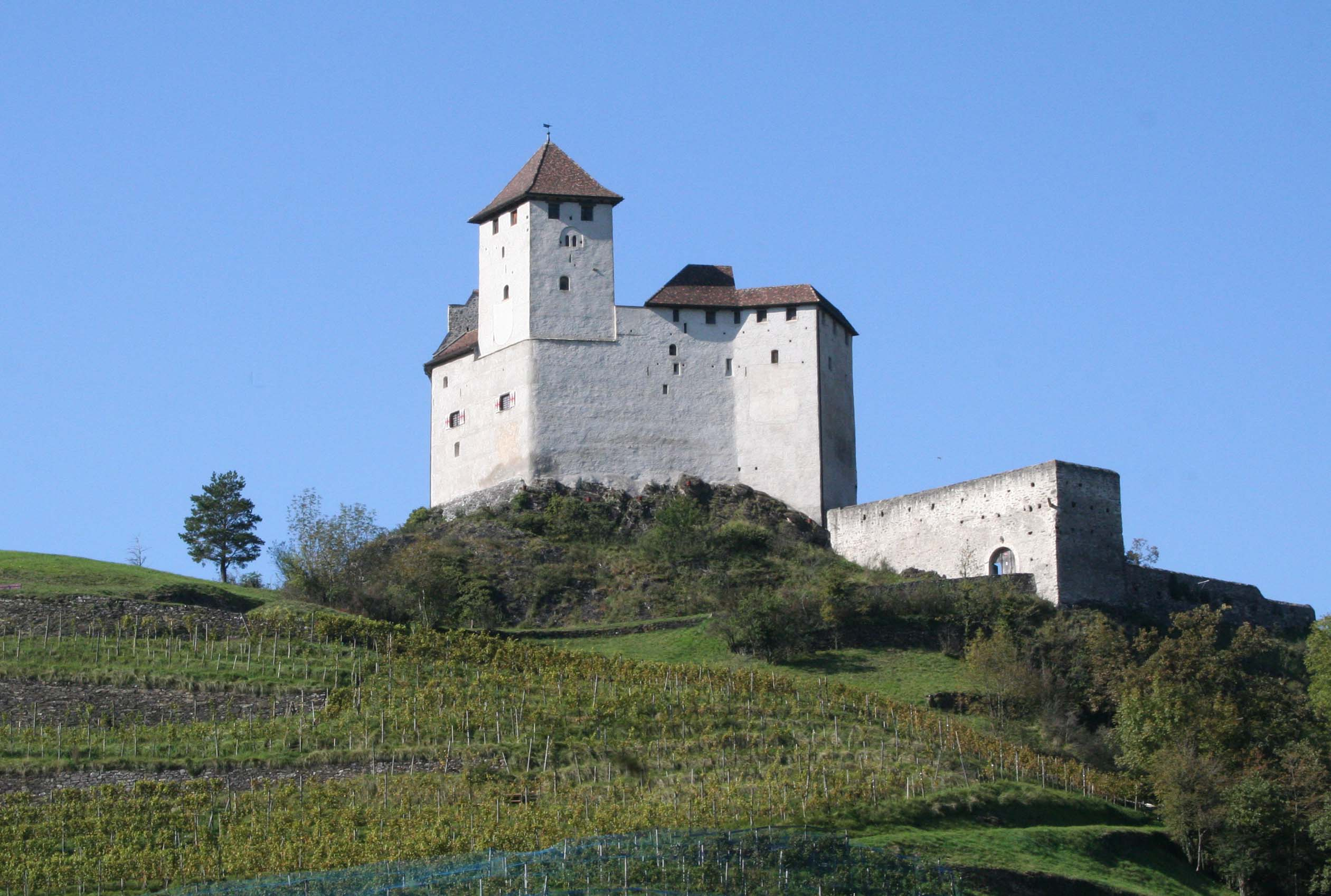
Burg Gutenberg

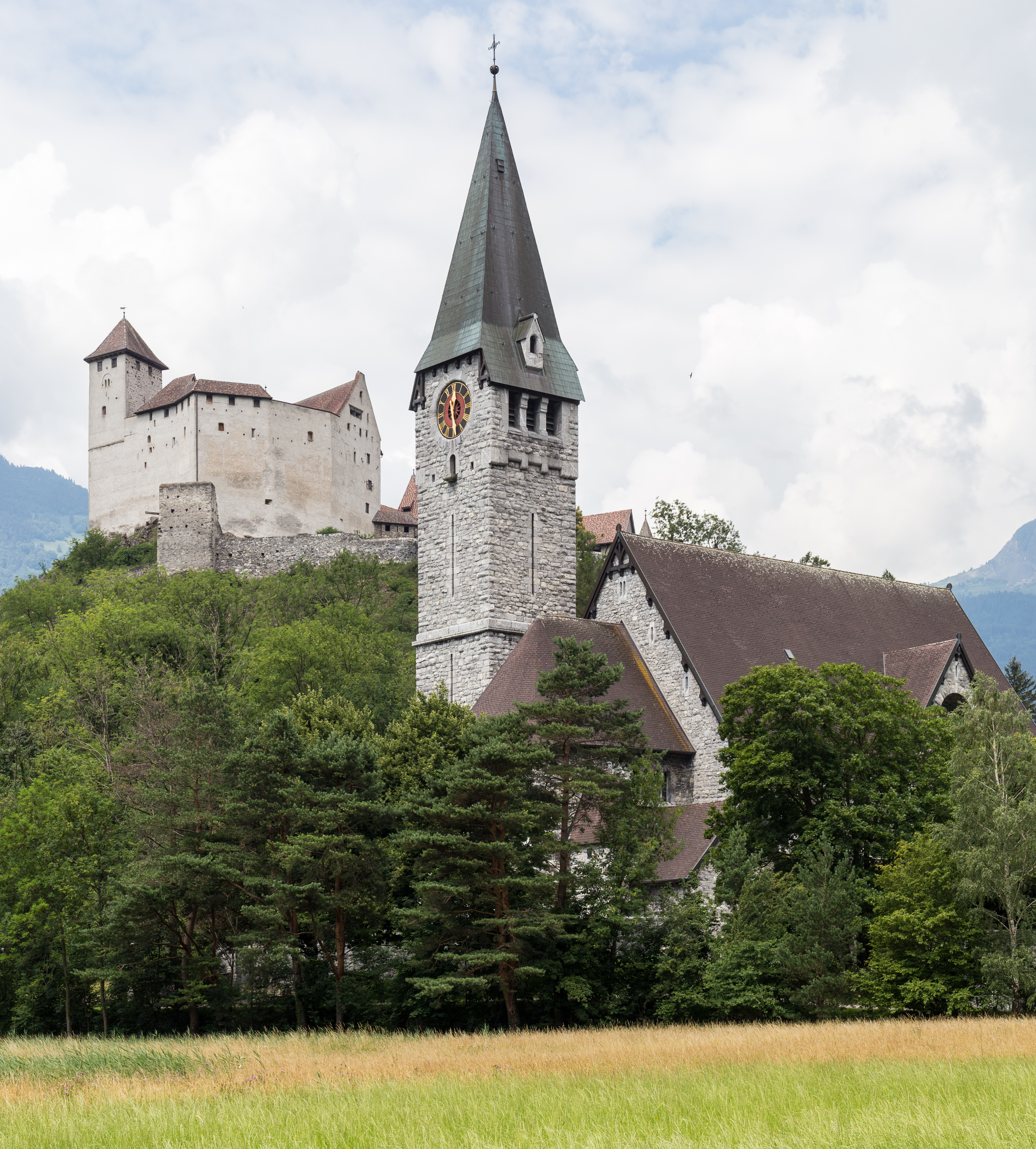
Pfarrkirche St. Nikolaus und Burg Gutenberg

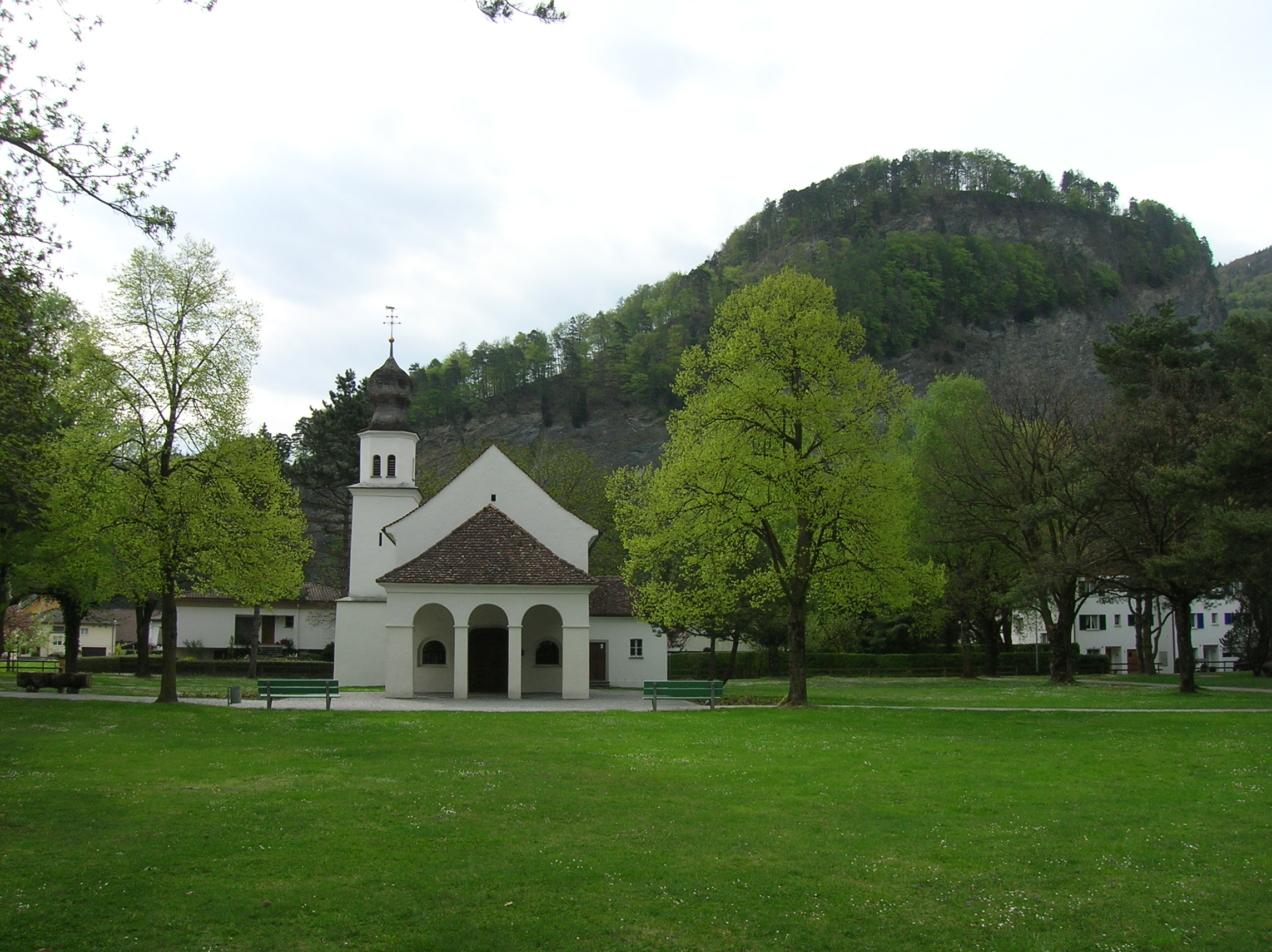
Mariahilfkapelle

- Die Burg Gutenberg ist das Wahrzeichen der Gemeinde Balzers. Die im 12. Jahrhundert errichtete Burg thront auf einem 70 Meter hohen Felssporn, der zu allen Seiten freisteht. Nach vielen Jahren in Privatbesitz wurde sie im Jahr 1979 vom Land Liechtenstein übernommen.
- Die Ruine der Burg Grafenberg (im Volksmund auch Mörderburg genannt) liegt auf dem Gemeindegebiet von Fläsch, der Burghügel gehört jedoch der Gemeinde Balzers. Erhalten sind weite Teile des Mauerwerks mit Schartenfenstern und Balkenlöchern. Die Entstehung der Burganlage wird im 13. Jahrhundert vermutet.
- Die Pfarrkirche St. Nikolaus wurde im Jahre 1912 eingeweiht und vom Wiener Architekten Gustav von Neumann entworfen. Die am Fusse des Burghügels gelegene Kirche wurde von Fürst Johann II. anlässlich seines 50. Regierungsjubiläums der Gemeinde gestiftet.
- Der Alte Friedhof wurde bis ins Jahr 1966 genutzt und in den Jahren 1997/1998 aufgelöst. 1805 bis 1807 wurde hier eine Pfarrkirche gebaut, die die beim Dorfbrand von 1795 zerstörte Kirche ersetzte. Im Jahr 1926 wurde die neu erbaute Pfarrkirche aus Platzgründen abgebrochen. Stehengeblieben ist der alte Kirchturm, der von einer Parkanlage umgeben ist.
- Das Alte Pfarrhaus wurde von 1804 bis 1870 erbaut und ersetzte das Pfarrhaus, welches beim Dorfbrand von 1795 zerstört wurde. Seit Mitte 2011 wird das Alte Pfarrhaus mit dem angrenzenden Pfarrstall als Kulturzentrum genutzt.
- Die Entstehungszeit der Mariahilfkapelle ist nicht eindeutig belegt. Möglicherweise geht sie auf das Jahr 1289 zurück, als eine Schlacht ausgetragen worden war und die Mariahilfkapelle als Andenken an den Kampf errichtet wurde. Im Laufe der Jahrhunderte wurde sie immer wieder ausgebaut und verschönert. Lange Zeit war die im Ortsteil Mäls gelegene Kapelle ein beliebter Wallfahrtsort; heute ist sie als Heiratskapelle von Bedeutung. Einer Legende nach soll die Kapelle als Dank an die Jungfrau Maria erbaut worden sein: Ein Lindwurm soll sein Unwesen im Dorf getrieben haben, und schliesslich baten die Bewohner Maria, den Lindwurm zu vertreiben, was sie schlussendlich auch getan hat. An diese Legende erinnert ein Drachenkopf, der an der Turmspitze der Kapelle angebracht ist.
- Die Kapelle St. Peter entstand wahrscheinlich im 13. oder 14. Jahrhundert. Sie liegt wie die Mariahilfkapelle im Ortsteil Mäls und wurde im Laufe der Jahrhunderte immer wieder ausgebaut und erweitert. Historisch bedeutsam sind ein spätgotischer Flügelaltar und eine thronende Madonna aus der Zeit um 1415.
- Direkt gegenüber der Kapelle St. Peter steht ein Wohnturm aus dem 13. Jahrhundert.
- Das Haus Gutenberg ist ein Bildungshaus am Fusse der Burg Gutenberg. Fürstin Franziska von Liechtenstein liess das Gebäude in den Jahren 1854–1856 errichten. Es wurde von verschiedenen religiösen Orden u. a. als Gymnasium (bis 1973) genutzt.

## Wirtschaft und Infrastruktur

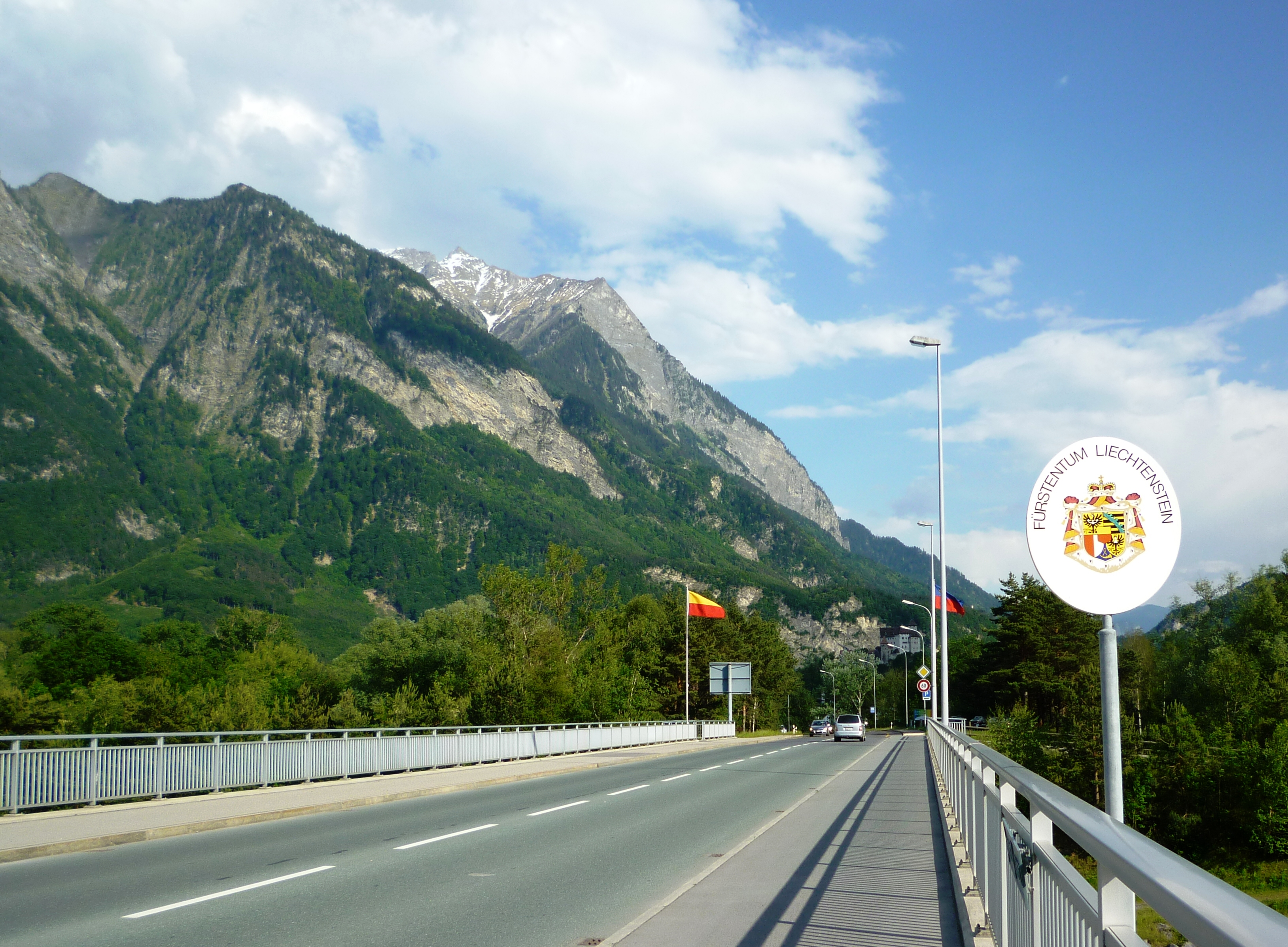
Grenzübergang Balzers–Trübbach

Liechtenstein selbst besitzt keine Autobahnen, allerdings führt die Schweizer A13 entlang der linken Rheinseite. Balzers verfügt mit der Autobahnausfahrt in der St. Galler Ortschaft Trübbach über einen Autobahnanschluss in unmittelbarer Nähe.
Der überregional bedeutende Bahnhof Sargans ist mit den öffentlichen Bussen der Verkehrsbetrieb LIECHTENSTEINmobil in rund zehn Minuten erreichbar, und so ist die Gemeinde Balzers auch mit den Schweizer Städten Chur, St. Gallen und Zürich verbunden. Zu Beginn des letzten Jahrhunderts entstand ein schmalspuriges Eisenbahnprojekt Schaan–Landquart.
Der Heliport Balzers dient in erster Linie Arbeitsflügen, Schulungs- und Werkflügen sowie Rettungs- und Einsatzflügen, in zweiter Linie auch Sport- und Freizeitflügen.
In Balzers gab es Ende 2014 rund 3400 Arbeitsplätze, von denen die meisten zur Industrie zu zählen sind. Die Oerlikon Balzers ist der wichtigste Arbeitgeber der Gemeinde.

## Politik
Gemeindevorsteher ist Karl Malin (VU). Bei den Gemeindewahlen am 5. März 2023 erhielt er 59,8 % der gültigen Stimmen.
Der Gemeinderat besteht aus dem Gemeindevorsteher und weiteren zehn Mitgliedern, die sich seit der Gemeindewahl 2023 folgendermassen auf die einzelnen Listen verteilen:
- Vaterländische Union (VU): 6 (+ 1) (einschliesslich Gemeindevorsteher)
- Fortschrittliche Bürgerpartei in Liechtenstein (FBP): 4 (- 1)
- Freie Liste (FL): 1 (± 0)

Die Wahlbeteiligung bei der Gemeindewahl lag bei 76,6 % (2019: 80,0 %).

## Persönlichkeiten
- Johannes Schreiber (1731–1805), Einsiedler Mönch und Schulpädagoge
- Johann Baptist Büchel (1853–1927), Geistlicher, Lehrer, Politiker und Historiker
- Josef Steger (1879–1963), Politiker
- Otto Schaedler (1898–1965), Arzt und Politiker, Landtagsabgeordneter
- Xaver Frick (1913–2009), Leichtathlet und Skilangläufer
- Gebhard Büchel (* 1921), Zehnkämpfer
- August Wolfinger (* 1940), Skirennläufer
- Hans Brunhart (* 1945), Regierungschef von Liechtenstein
- Albert Frick (* 1949), Skirennläufer
- Arthur Brunhart (* 1952), Historiker und Politiker
- Walter Büchel (* 1952), Fussballspieler
- Erich Bürzle (* 1953), Fussballspieler und -trainer
- Manfred Frick (* 1961), Fussballspieler
- Mario Frick (* 1965), Regierungschef von Liechtenstein
- Markus Foser (* 1968), Skirennläufer
- Daniel Telser (* 1970), Fussballspieler
- Achim Vogt (* 1970), Skirennläufer
- Daniel Vogt (* 1972), Skirennläufer
- Thomas Hobi (* 1993), Fussballspieler
- Sylvie Zünd (* 2001), Tennisspielerin